# خشبية (موسيقى)

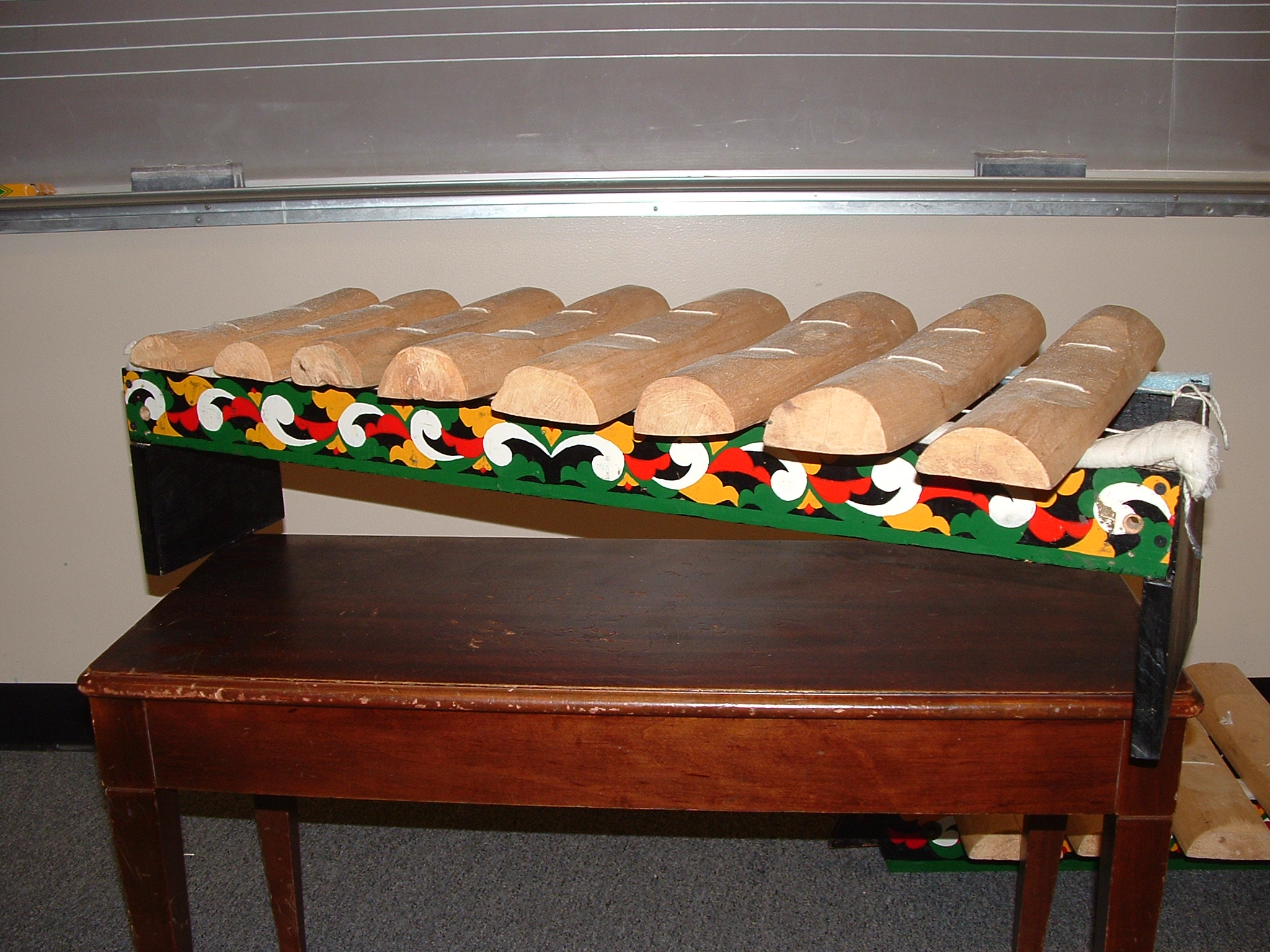
الخشبية

الخشبية أو الزيلوفون أو السيلوفون آلة نقر موسيقية ذات ألواح خشبية متدرجة في الطول، يعزف عليها بمطرقتين خشبيتين صغيرتين. اسمها مشتق من اللغة اليونانية ξύλον - كسيلون أي «خشب» + φωνή - فون أي «صوت»، فيكون المعنى «صوت الخشب».